# Памятник Александру II (Одесса)
Па́мятник Алекса́ндру II (Оде́сса) — памятник российскому императору Александру II, установленный в Одессе в Александровском парке. Является своеобразной копией Александрийского столпа в Санкт-Петербурге.

## Сооружение памятника
Памятник был сооружён в мае 1891 года на том самом месте, на котором в 1875 году городские власти принимали императора Александра II, для чего был построен Царский павильон и где монарх дал разрешение на основание тут парка его имени и посадил первое дерево. Памятник построен на остатках Андреевского бастиона (земляной крепостной вал) пограничной Хаджибейской крепости, которая была построена на этом месте в 1793—1794 годах и была упразднена в 1811 году «как признанная неспособной к обороне», так как граница Империи ушла дальше на юго-восток. Для того, чтобы императорская карета смогла въехать на верх вала, он был дополнен ещё и специально для этой цели насыпанным пандусом, сохранившимся до сих пор.

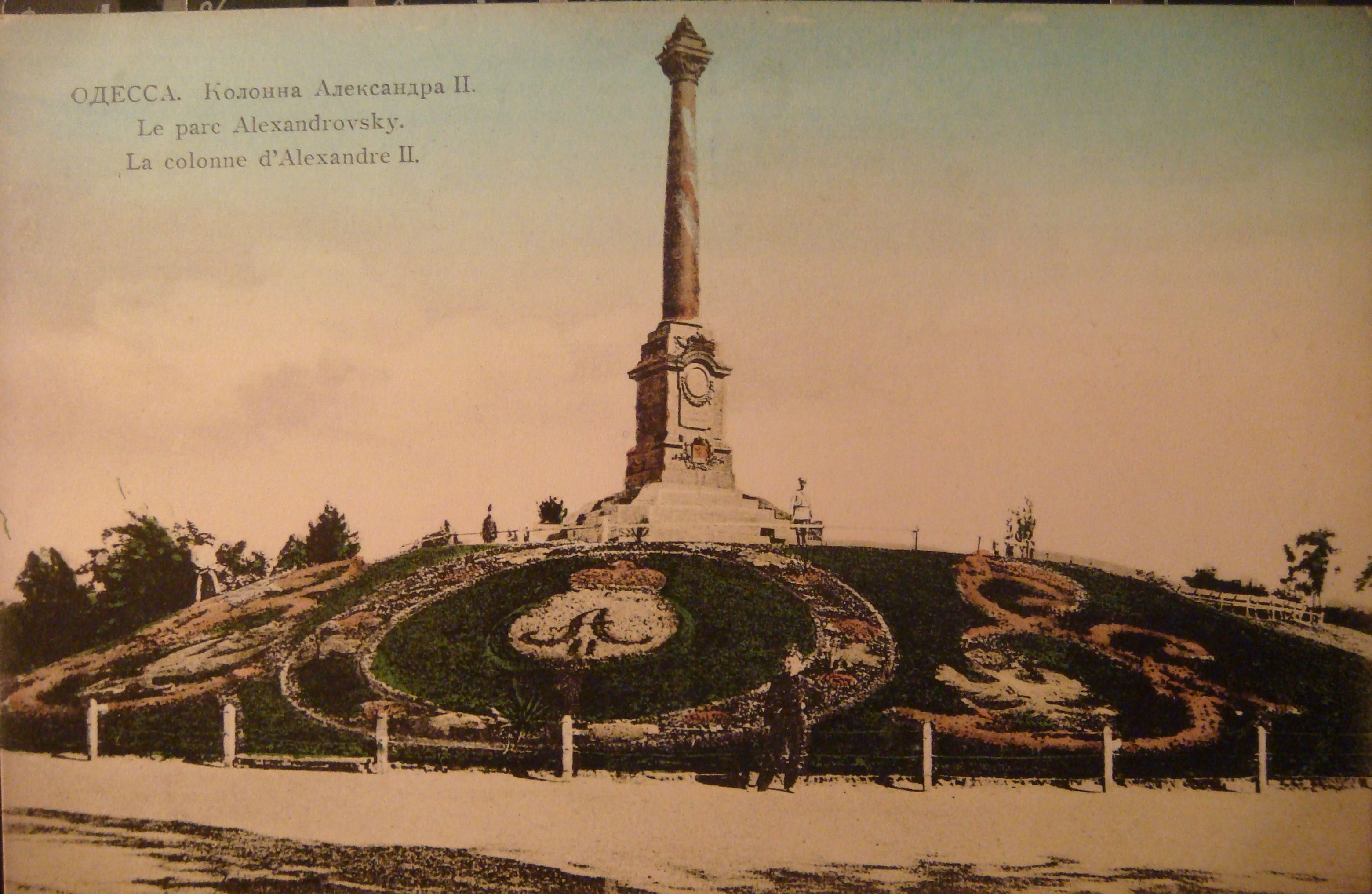
Почтовая открытка с изображением памятника, начало XX века

Фундамент под памятник возведён по проекту архитектора А. А. Бернардацци. Памятник представлял собой колонну весом около 13 тонн из лабрадора на высоком пьедестале из красного гранита. К подножию монумента вела лестница из этого же материала. На мемориальной доске из красного песчаника на западной стороне колонны было начертано: «Александру II благодарная Одесса». Выше этой плиты находился медальон из белого мрамора с портретом Александра II (по модели художника Вилонского), над ним — бронзовые корона, скипетр, меч и жезл, а ниже надписи помещался изготовленный из темной бронзы герб города в венке дубовых и лавровых листьев; на другой памятной доске (на восточной стороне) было выгравировано: «На сем месте Царь-Освободитель 7 сентября 1875 г. соизволил быть парку Имени Его и посадил первое дерево». Колонна была увенчана бронзовой «шапкой Мономаха», которая возлежала на бронзовой же подушке со свисающими кистями. Бронзовый декор был выполнен на фабрике Парфеля в Петербурге скульптаром-орнаменталистом Лапиным по рисункам академика В. Токарева. Отделка всех каменных частей была произведена фабрикой товарищества «Лабрадор» в Городище. Подножие с гранитными ступенями украшали четыре бронзовых орла. Рядом находился и тот дуб, который был посажен Александром, огороженный узорчатой чугунной решеткой с соответствующей атрибутикой.
Путеводитель по Одессе за 1892 год писал: 

По красоте своей памятник Царю Освободителю в Одессе может быть отнесён к числу наиболее изящных памятников в Российской империи. Благодаря нахождению на возвышенной части, он прекрасно виден как с моря за несколько миль, так и из города.

## История

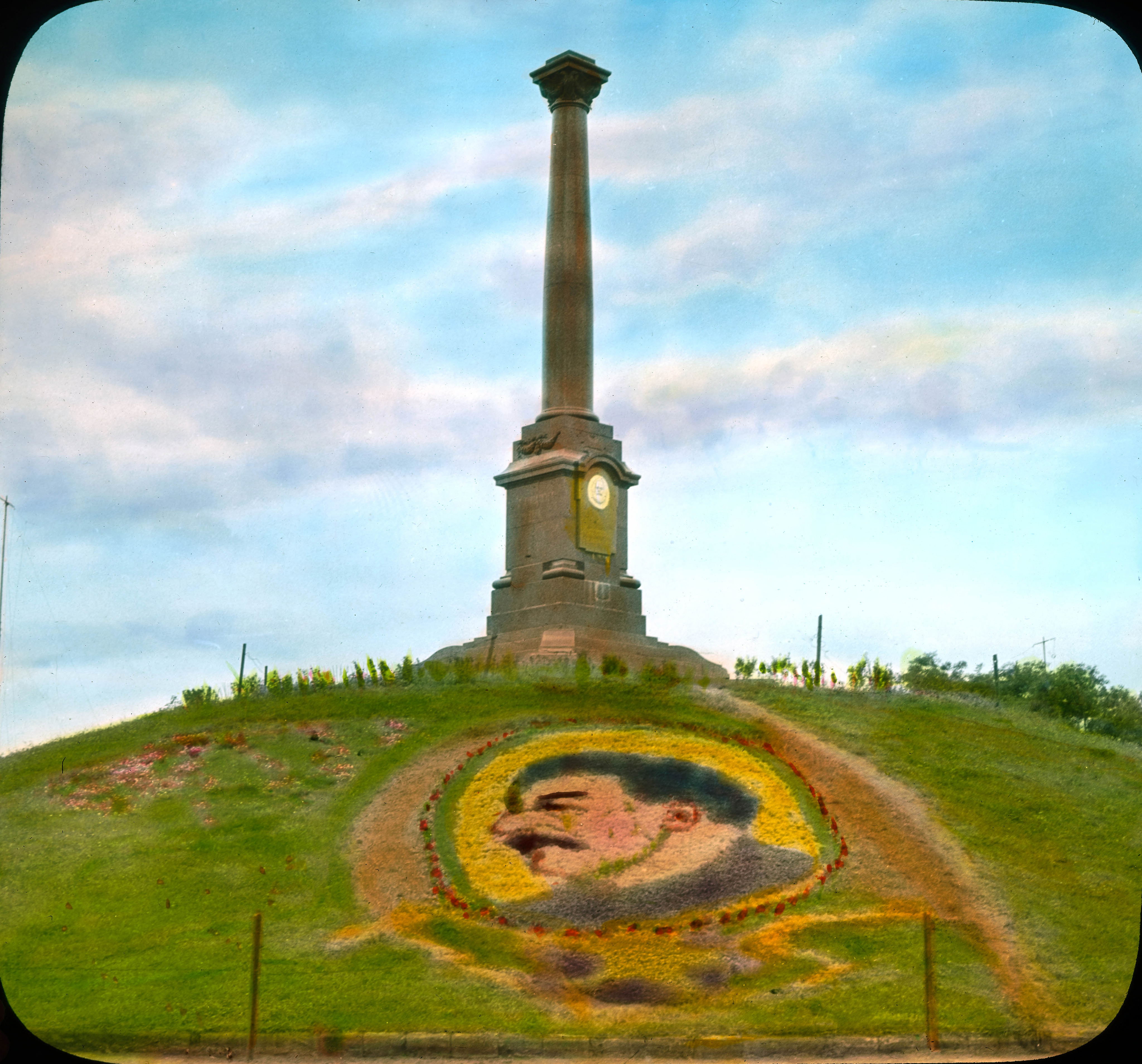
Так выглядела колонна и холм в 1931 году (фотограф Брэнсон Деку)

После прихода большевиков к власти памятник неоднократно переделывался. Шапка Мономаха была снята вместе с символами самодержавия и до-большевистской России — двуглавым орлом, короной, мечом, скипетром, жезлом и, посвятительными надписями, включая имя автора проекта, скульптора Н. И. Баринова. Колонну задрапировали красной тканью, а на установленном рядом флагштоке стали поднимать красный флаг. Монумент объявили посвящённым III Интернационалу, что сообщала соответствующая надпись и установленный на памятнике барельеф Карла Маркса. Торжественное открытие состоялось 18 июня 1920 г.
Во время румынской оккупации Одессы румынские власти, восстанавливавшие уничтоженные большевиками христианские святыни города, очевидно, решили придать колонне вид некоего культового сооружения и установили на вершине колонны пирамидку с крестом и иконой, которые были демонтированы после возвращения советской власти в Одессу.
Приближался очередной юбилей — 300-летие воссоединения Украины с Россией — в 1954 году монумент решили «перепосвятить» этой дате, и он стал именоваться «Мемориалом воссоединения Украины с Россией». На месте, где когда-то рос дуб, посаженный Александром II, был сооружён бетонный памятник Богдану Хмельницкому. Саму колонну не подвергли в тот раз никаким переделкам. Спустя какое-то время бетонный гетман пропал.
В 70-х годах XX века шли разговоры о демонтаже памятника, но монумент был «перепосвящён» уже упоминавшейся Одесской (Хаджибейской) крепости и А. В. Суворову: в 1975 году на нём появились надписи о дате основания парка, о том, что на этом месте располагался Андреевский бастион, сооружённый в 1793 году, что надзор за строительством осуществлял А. В. Суворов, что он посещал эту крепость неоднократно, а на колонне появился его барельеф. Так как все эти элементы были изготовлены из бронзы, в 1990-х годах они были украдены.
Посаженный Александром II дуб и его ограда утрачены. На том месте, где государь высадил дуб, в начале XXI века росла непривычно пышная для одесского климата ель. Культурную и историческую ценность в XXI веке представляет и рукотворный холм, на котором стоит монумент — он также включён в список памятников Одессы под именем «Бастион Хаджибеевской крепости», построенной в 1793 году. Этот статус холм получил по решению областного совета № 580 от 1991 года.

## Реставрация монумента 2012 года

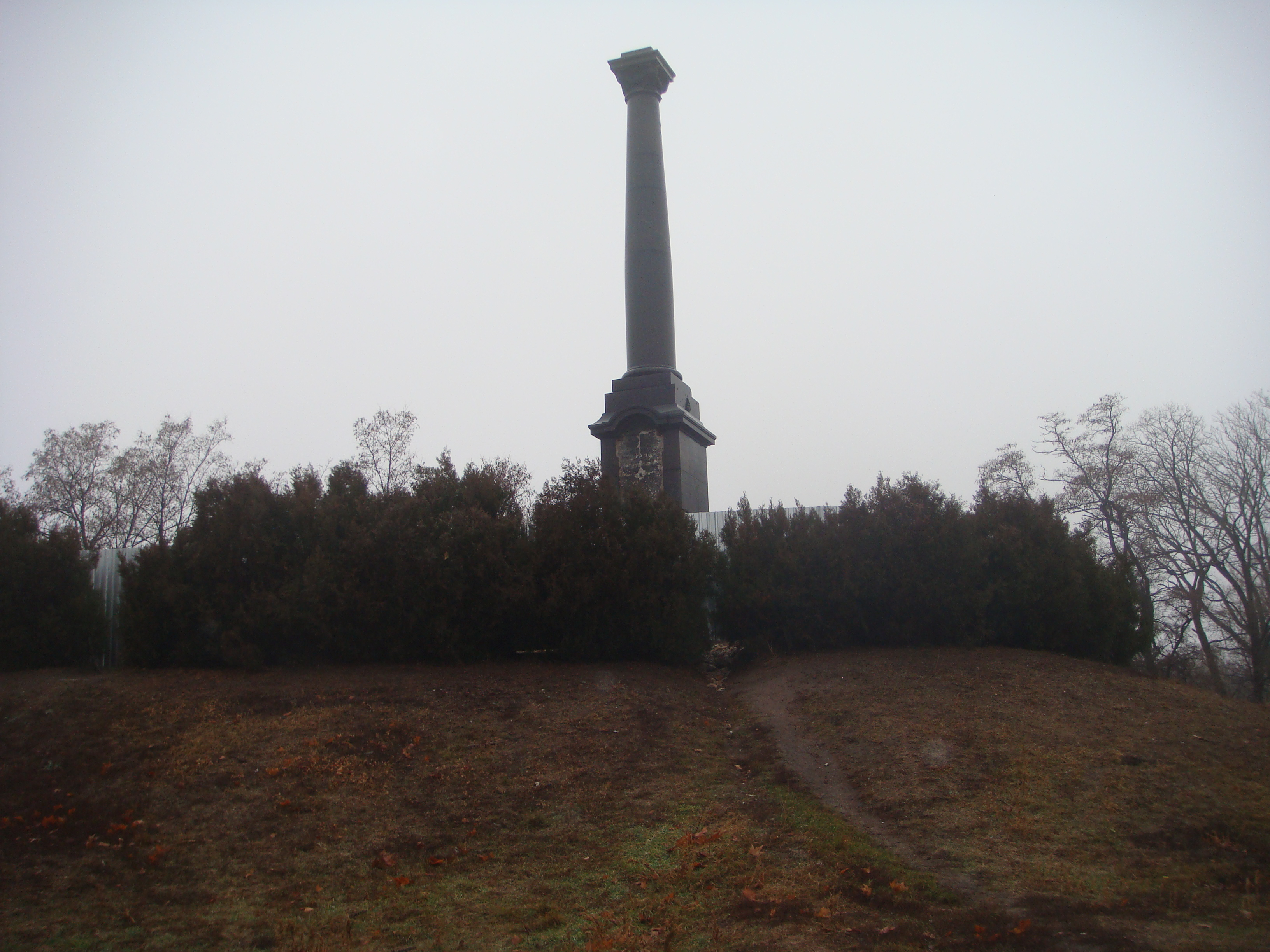
Состояние холма и колонны в декабре 2011 года

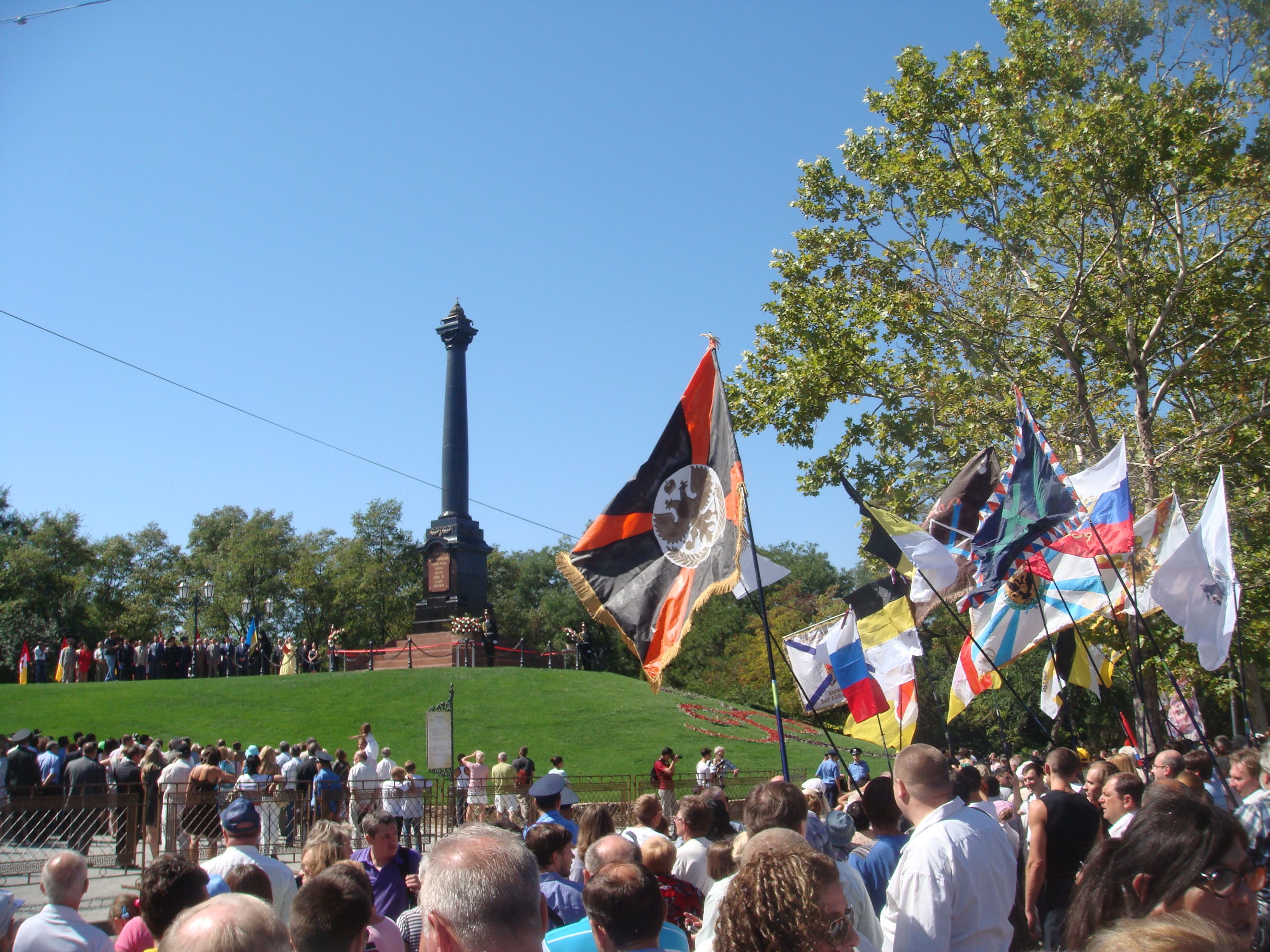
Торжественный митинг, посвящённый завершению реконструкции Александровской колонны, 2 сентября 2012 года

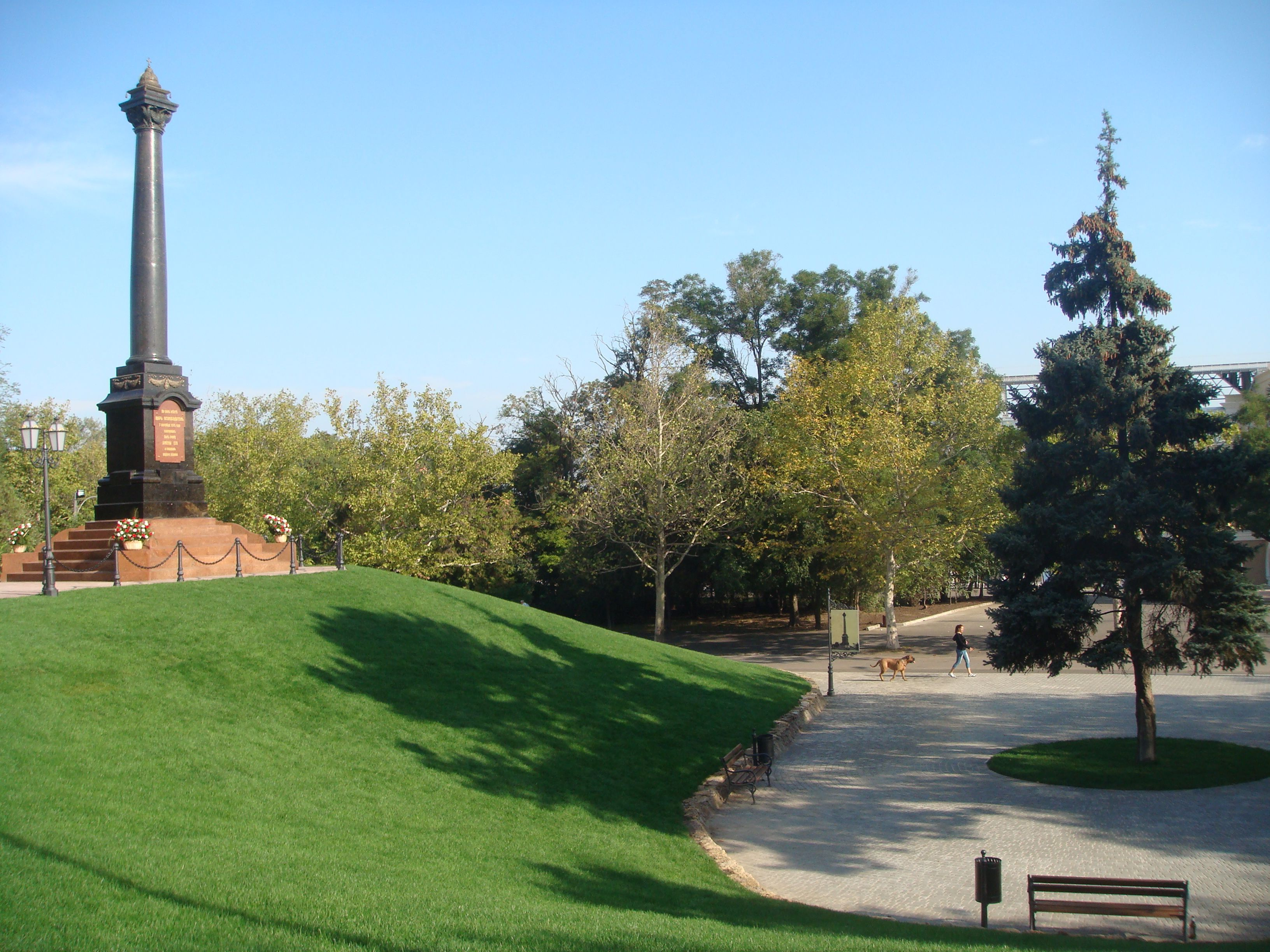
Вид колонны после реставрации. Высокая ель справа расположена на том самом месте, где в 1875 году Александр II посадил первое деревце будущего парка — молодой дуб

Летом 2011 года одесские городские и областные власти заявили, что памятник, который являлся культурно-историческим наследием, «необходимо спасти от разрушения» — из-под памятника произошло вымывание грунта, колонна наклонилась, а место вокруг памятника известно тем, что там собирались «маргинальные группы города».
По инициативе городских властей был создан специальный благотворительный фонд «Александровская колонна», который возглавил депутат Одесского городского совета Владимир Киреев. По его информации, меценатами реконструкции стали городской голова Алексей Костусев, а также «около 16 одесских компаний, в том числе ночные клубы „Итака“ и „Ибица“, …ЗАО „Интерхим“ и бывший министр транспорта России, уроженец Одесской области Игорь Левитин». В результате проведена работа по точному восстановлению колонны и благоустройству территории, расположенной возле неё. Благодаря усилиям жителей города и меценатов реконструкцию монумента закончили в 2012 году и приурочили её ко Дню города, который отмечают в Одессе 2 сентября.

## Галерея

Виды памятника и высаженного дубка на почтовых открытках начала XX века
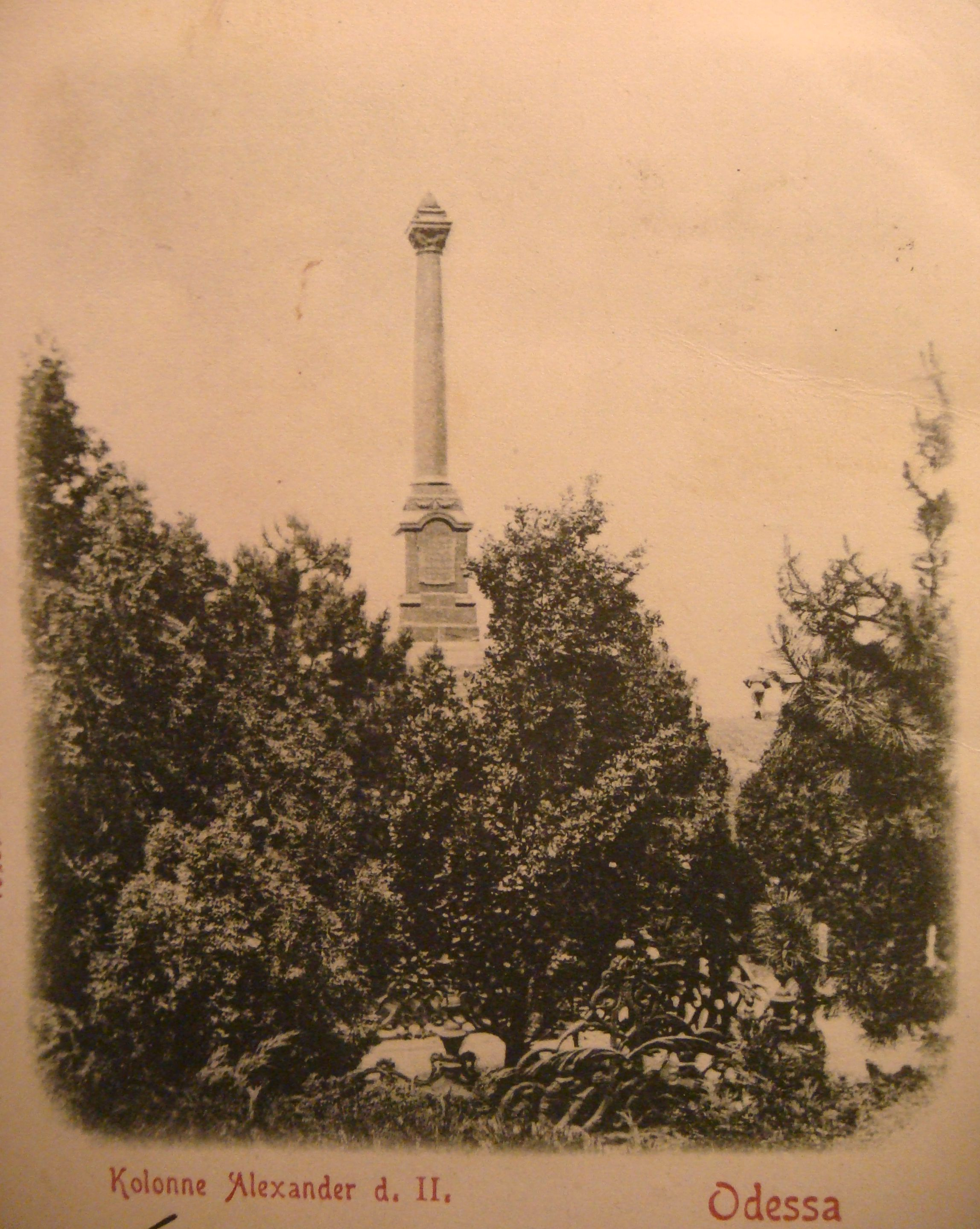
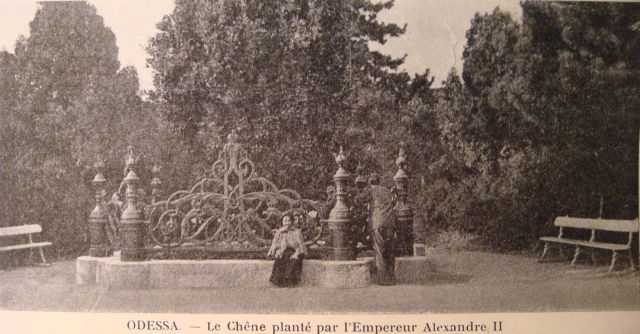
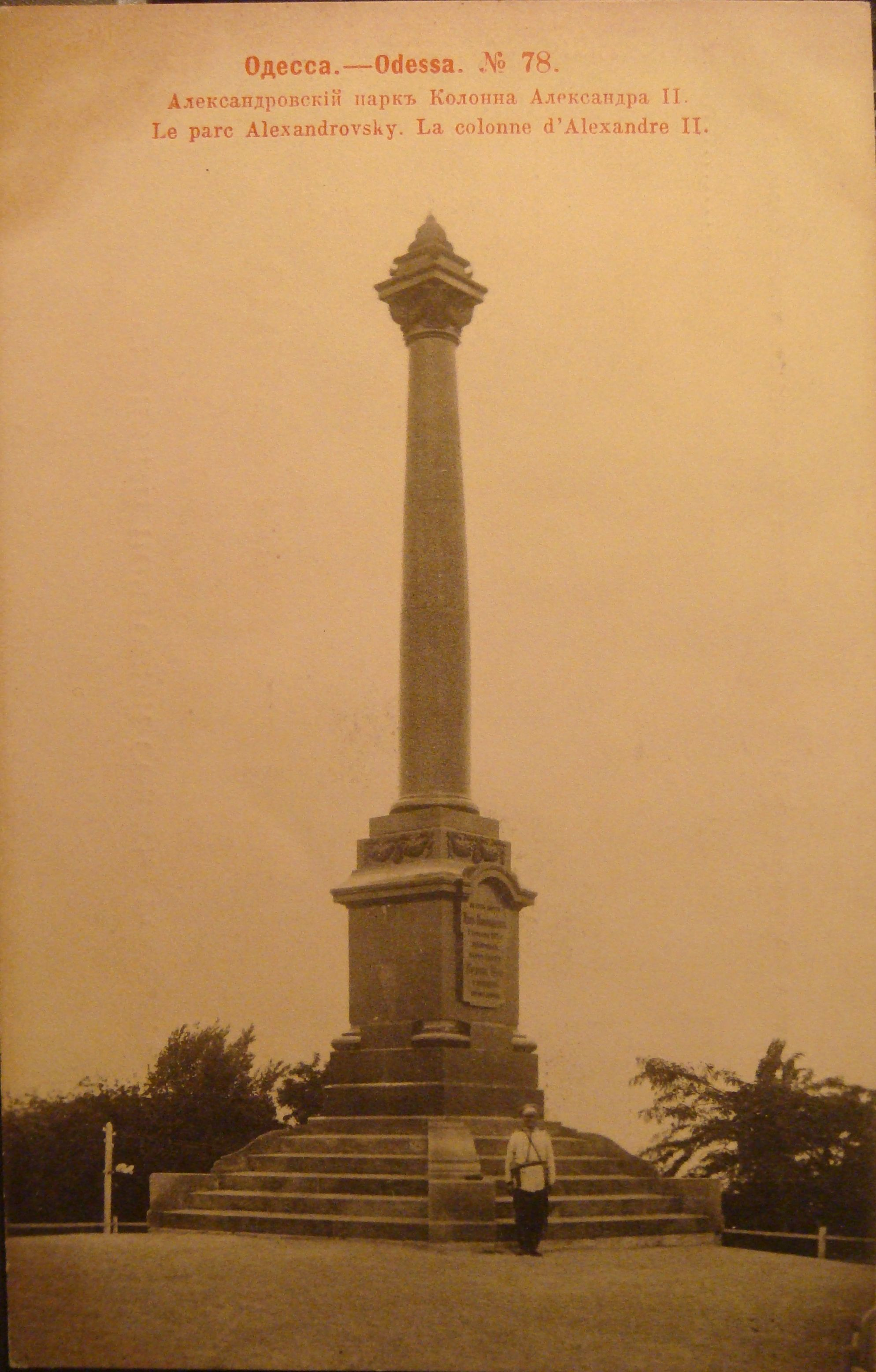

- Виды памятника и высаженного дубка на почтовых открытках начала XX века<ref